# Lajos Gyenge
Lajos Gyenge (* 1. Januar 1970 in Budapest) ist ein ungarischer Schlagzeuger.

## Leben
Gyenges musikalische Ausbildung begann im Alter von zehn Jahren, als er an der Postás-Musikschule (Ferenc-Erkel-Musikschule) in Budapest Unterricht auf dem Schlagzeug bei Iván Nesztor bekam. 1989 wechselte er an die Franz-Liszt-Musikakademie, um dort seine Studien für zwei Jahre im Bereich Jazz fortzusetzen.
Seit 1985 ist er als Schlagzeuger in den unterschiedlichsten Gruppen aktiv. Er spielt verschiedene Stilrichtungen wie Blues, Pop, Rock und Jazz.
Gyenge arbeitete unter anderem mit Charlie, László Dés, György Ferenczi, Tamás Hevesi, Hobo, Jazz+Az, Tamás Takáts, Bea Tisza, Martina Király und Eszter Váczi zusammen.
Als festes Mitglied der ESP Group nahm er die drei Alben Waiting (1995), Colours (1999) und Night Sounds (2001) auf.
Im Jahr 2000 spielte er beim Abschiedskonzert der Gruppe Jazz+Az im ausverkauften Kisstadion in Budapest.
Daneben nahm er an zahlreichen Theater- und Musicalproduktionen wie The Rocky Horror Show, Jesus Christ Superstar, Fame, Little Shop of Horrors und
Godspell teil. Weiterhin wirkte er bei verschiedenen Werbe- und Filmmusikaufnahmen mit.
Als gefragter Studiomusiker ist er mittlerweile auf über 40 Alben zu hören.

## Diskographie (Auswahl)
- András Both: Átmenet. Tom-Tom Records, 2003
- János Bródy: Kockázatok és mellékhatások. 2002
- Charlie: Mindenki valakié. Magneoton, 1995
- László Dés: Ennyi a dal. BMC, 2000
- László Dés: Évek óta már. BMC, 2001
- Edina (Tóth): Kicsit más. 1999
- Escape: Meseautó. BMC CD 044
- György Ferenczi: Live. Hungaroton-Gong, 1992
- Hobo: Amerikai ima. 1996
- Hobo: Csavargók tízparancsolata. 1999
- Hobo: Viszockíj dalok.
- Hobo Blues Band: Gyöngy a sárban. 2000
- Hobo és a M.É.Z.: A dublini úton. NarRator Records, 1998
- Jazz+Az: Egynek Jó. BMC, 1999
- Jazz+Az: koncert + story. BMC, 2003 (DVD)
- Ágnes Kamondy: Dalok Közép-Nirvániából. Bahia Music, 1995
- Ká Na Án: Találj Rám. NarRator Records, 2002
- Muddy Shoes: The Real Shuffling Hungarians. Mafioso Records, 1997
- Nikola: Balkan Syndicate. Tom-Tom Records, 2003
- Tamás Takáts Dirty Blues Band: Élő Blues. Gong 1996
- Tamás Takáts Dirty Blues Band: Indulok tovább. Gong 1996
- Tamás Takáts Dirty Blues Band: Megöl a vágy. Hungaroton 1999
- Silent Way: Standby. BMC, 2002
- Silent Way: This time. BMC, 1999
- Tamás Szabó: The New Lodger. 1999
- Tamás Szabó: The Tailor's Cloths. 1996
- Vadsanzon: Hosszú lépés. Premier Art Records, 1998
- Miklós Varga: Van remény!?. Mega, 1995